# Mamadou Coulibaly (calciatore 2004)
Mamadou Coulibaly (Parigi, 21 aprile 2004) è un calciatore francese, centrocampista del Monaco.

## Carriera

### Club
Coulibaly è cresciuto nel settore giovanile del Monaco con cui ha firmato il primo contratto professionistico il 5 maggio 2022. Ha debuttato in prima squadra il 20 gennaio 2024 nell'incontro di Coppa di Francia vinto 3-1 contro il Rodez ed il 18 febbraio ha esordito anche in Ligue 1 contro il Tolosa.

### Nazionale
Ha giocato nella nazionale francese Under-20.

## Statistiche

### Presenze e reti nei club
Statistiche aggiornate all'11 luglio 2024.
| Stagione        | Squadra         | Campionato      | Campionato | Campionato | Coppe nazionali | Coppe nazionali | Coppe nazionali | Coppe continentali | Coppe continentali | Coppe continentali | Altre coppe | Altre coppe | Altre coppe | Totale | Totale | Totale |
| Stagione        | Squadra         | Comp            | Pres       | Reti       | Comp            | Pres            | Reti            | Comp               | Pres               | Reti               | Comp        | Pres        | Reti        | Pres   | Reti   |        |
| --------------- | --------------- | --------------- | ---------- | ---------- | --------------- | --------------- | --------------- | ------------------ | ------------------ | ------------------ | ----------- | ----------- | ----------- | ------ | ------ | ------ |
| 2023-2024       | Monaco          | L1              | 5          | 0          | CF              | 1               | 0               | -                  | -                  | -                  | -           | -           | -           | 6      | 0      |        |
| Totale carriera | Totale carriera | Totale carriera | 5          | 0          |                 | 1               | 0               |                    | -                  | -                  |             | -           | -           | 6      | 0      |        |